# Ian de la Rosa
Ian de la Rosa (Granada, 1988) es un guionista y director de cine y televisión español.

## Carrera
Ian de la Rosa nació en Granada en 1988 y creció durante su infancia y adolescencia en Níjar, en Almería. Realizó sus estudios en la Escuela Superior de Cine y Audiovisuales de Cataluña. En 2015 dirigió su proyecto de fin de carrera, el cortometraje Víctor XX, un drama en el que abordó el tema de la transexualidad y por el que recibió uno de los premios Cinéfondation del festival de Cannes.
En 2022 su cortometraje Farrucas fue nominado en la 36.ª Edición de los Premios Goya en la categoría a Mejor Cortometraje. Farrucas recibió también el Premio Gaudí al mejor cortometraje, y fue premiado también en el Festival Internacional de Cine Independiente de Elche y en la Muestra de Cine Internacional de Palencia.
En febrero de 2023 ganó el Premio de Coproducción de Eurimages por su primer largometraje, Iván & Hadoum.

## Filmografía

### Como guionista
| Año  | Título                | Notas        |
| ---- | --------------------- | ------------ |
| 2015 | Víctor XX             | Cortometraje |
| 2018 | Desayuna conmigo 360° | 2 episodios  |
| 2020 | I'm Being Me          | Película     |
| 2020 | Veneno                | 8 episodios  |
| 2021 | Farrucas              | Cortometraje |
| 2023 | La chica invisible    | 8 episodios  |

### Como director
| Año  | Título           | Notas        |
| ---- | ---------------- | ------------ |
| 2015 | Víctor XX        | Cortometraje |
| 2020 | I'm Being Me     | Película     |
| 2021 | Farrucas         | Cortometraje |
| 2023 | Vestidas de azul | 1 episodio   |